# Remenafulles noble
El remenafulles noble (Chamaeza nobilis) és una espècie d'ocell de la família dels formicàrids (Formicariidae) que habita el terra de la selva pluvial, a les terres baixes fins als 500 m, del sud-est de Colòmbia, est de l'Equador, est del Perú, nord de Bolívia i oest amazònic del Brasil.